# Brdo, Nazarje
Brdo je naselje v Občini Nazarje. Nastalo je leta 1994 z razdelitvijo naselja Homec-Brdo na ločeni naselji Homec in Brdo. Leta 2015 je imelo 41 prebivalcev.